# Gary Leonard
Gary Francis Leonard (Belleville, Illinois, 16 de febrero de 1967) es un exjugador de baloncesto estadounidense que jugó en 3 temporadas diferentes en la NBA y en Grecia. Con 2,16 metros de estatura, jugaba en la posición de pívot.

## Trayectoria deportiva

### Universidad
Jugó durante tres temporadas con los Tigers de la Universidad de Misuri, en las que promedió 6,4 puntos y 4,0 rebotes por partido. Es el segundo jugador que más partidos ha jugado con la camiseta de los Tigers, con 132, y mantiene el tercer mejor porcentaje de tiros de campo de la historia de su universidad.

### Profesional
Fue elegido en la trigésimo cuarta posición del Draft de la NBA de 1989 por Minnesota Timberwolves, con quienes llegó a firmar un contrato por tres temporadas, pero fue despedido meses después, tras jugar 22 partidos en los que únicamente promedió 1,5 puntos y 1,2 rebotes.
En las dos temporadas siguientes firmó sendos contratos de diez días con Atlanta Hawks, pero solamente acumuló en total 9 partidos más, no llegando a los 2 puntos por partido.

## Estadísticas de su carrera en la NBA

### Temporada regular
| Temporada | Edad | Equipo                 | Liga | P  | TIT | MIN | TC  | TCA | %TC  | 3P  | 3PA | %3P  | TL  | TLA | %TL   | R.OF. | R.DEF. | REB | ASIS | ROB | TAP | PER | FP  | PTS |
| 1989-90   | 22   | Minnesota Timberwolves | NBA  | 22 | 0   | 5.8 | 0.6 | 1.4 | .419 | 0.0 | 0.0 | .000 | 0.3 | 0.6 | .429  | 0.5   | 0.8    | 1.2 | 0.0  | 0.1 | 0.4 | 0.4 | 1.2 | 1.5 |
| 1990-91   | 23   | Atlanta Hawks          | NBA  | 4  | 0   | 2.3 | 0.0 | 0.0 |      | 0.0 | 0.0 |      | 0.5 | 1.0 | .500  | 0.0   | 0.5    | 0.5 | 0.0  | 0.0 | 0.3 | 0.0 | 0.5 | 0.5 |
| 1991-92   | 24   | Atlanta Hawks          | NBA  | 5  | 0   | 2.6 | 0.8 | 1.2 | .667 | 0.0 | 0.0 |      | 0.4 | 0.4 | 1.000 | 0.6   | 0.4    | 1.0 | 0.2  | 0.2 | 0.0 | 0.2 | 0.6 | 2.0 |
| Total     |      |                        | NBA  | 31 | 0   | 4.8 | 0.5 | 1.2 | .459 | 0.0 | 0.0 | .000 | 0.3 | 0.6 | .500  | 0.4   | 0.7    | 1.1 | 0.1  | 0.1 | 0.3 | 0.3 | 1.0 | 1.4 |

### Playoffs
| Temporada | Edad | Equipo        | Liga | P | MIN | TCA | TC | 3PA | 3P | TLA | TL | R.OF. | REB | ASIS | ROB | TAP | PER | FP | PTS | %TC   | %3P | %FT | MIN | PTS | REB | AST |
| 1990-91   | 23   | Atlanta Hawks | NBA  | 2 | 5   | 2   | 2  | 0   | 0  | 0   | 0  | 0     | 2   | 0    | 0   | 0   | 0   | 0  | 4   | 1.000 |     |     | 2.5 | 2.0 | 1.0 | 0.0 |
| Total     |      |               | NBA  | 2 | 5   | 2   | 2  | 0   | 0  | 0   | 0  | 0     | 2   | 0    | 0   | 0   | 0   | 0  | 4   | 1.000 |     |     | 2.5 | 2.0 | 1.0 | 0.0 |